# Slottsfjellsmuseet
Das Slottsfjellsmuseet (Schlossbergmuseum) ist ein historisches Museum mit einem Freilichtteil in Tønsberg (Fylke Vestfold) am Westufer des Oslofjords. Das Museum des Museumsverbunds Vestfold Museene  liegt am Fuß des Burgbergs von Tønsberg mit Ruinen der mittelalterlichen Burg Tunsberghus. Tønsberg gilt als älteste norwegische Stadt.

## Geschichte

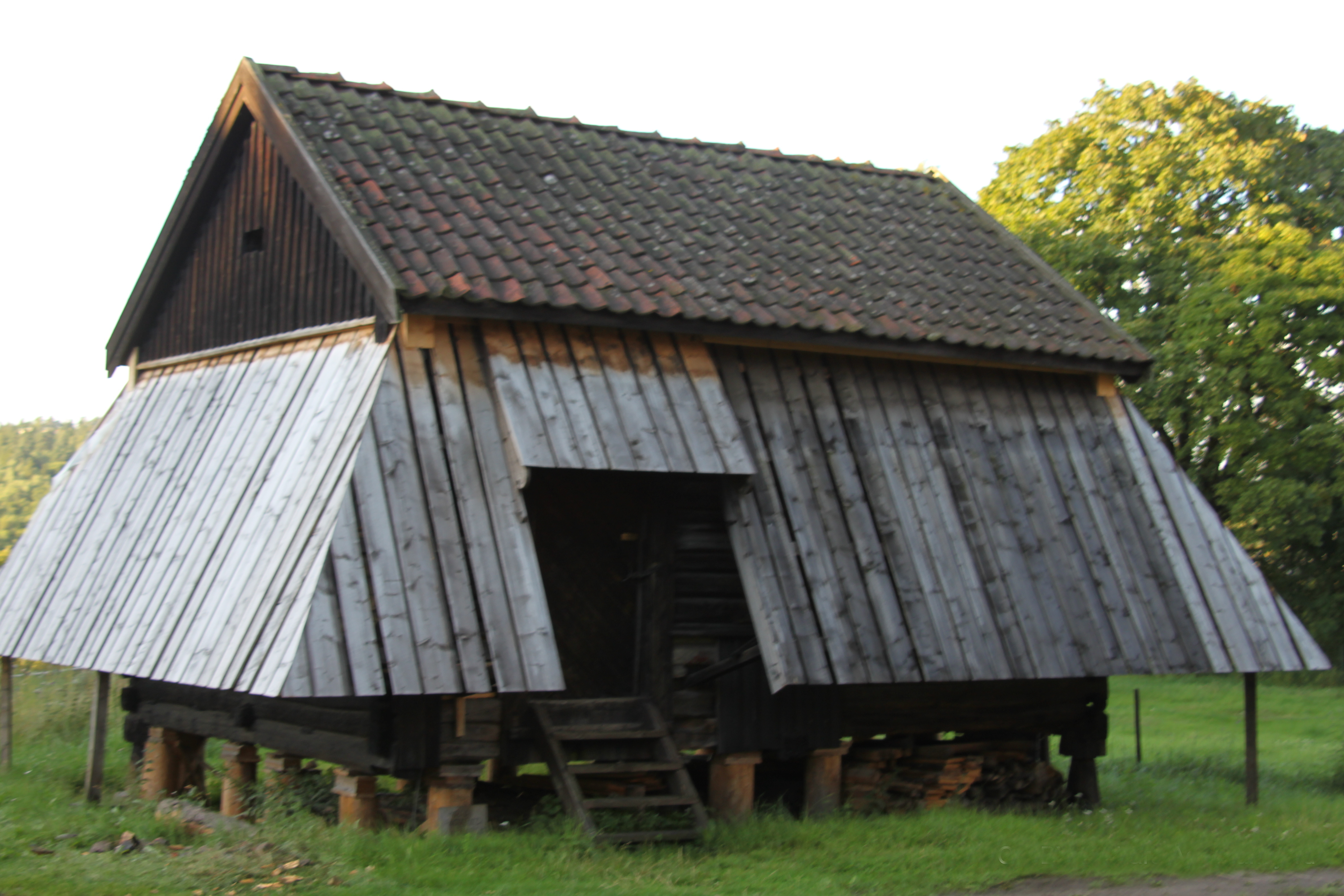
Schuppen mit Vordach

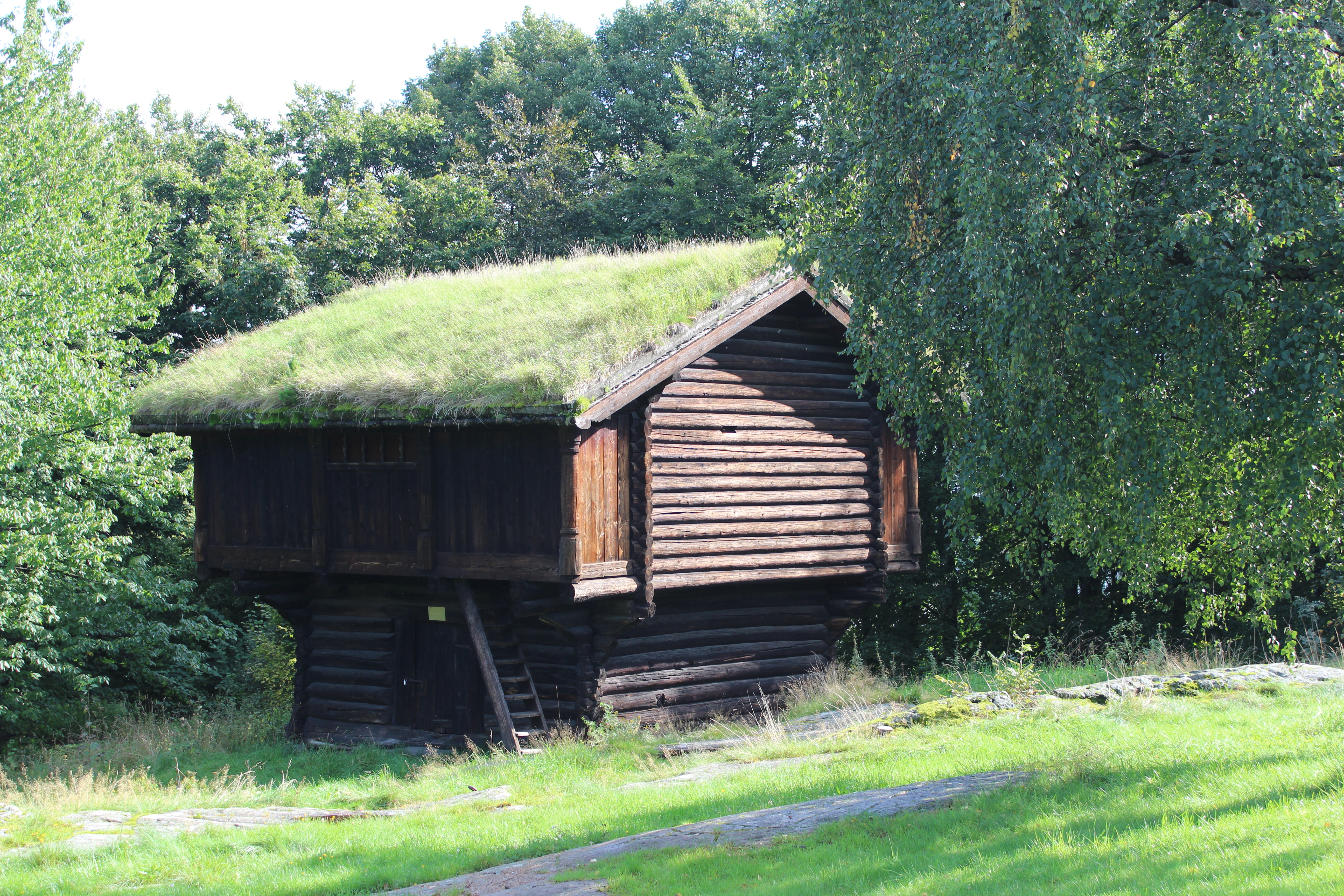
Heustadel vom Hof in Vestfold, Norwegen, von 1405 bis 1407

Vorläufer des heutigen Museums war das Tønsberg Museum, das älteste Heimatmuseum in der Region. Dieses wurde ebenso wie das Tønsberger Meermuseum in das 1939 gegründete Vestfold Fylkesmuseum  integriert. Diese wiederum wurde 2008 in die Dachinstitution Vestfold Museene eingegliedert.

## Ausstellungen
Die Exponate im Ausstellungsgebäude veranschaulichen die Natur und die Geschichte Vestfolds. Schwerpunktthemen sind die Geschichte der Stadt und des Umlands, die Schifffahrt und der Walfang, Mittelalter, Landwirtschaft, Volkskunst und die Geschichte Vestfolds im Zweiten Weltkrieg.
Direkt hinter dem Ausstellungsgebäude liegt der Freilichtteil mit umgesetzten und um einen Hof gruppierten Häusern. Unter diesen befindet sich auch ein mittelalterlicher Heustadel.